# Bicci di Lorenzo

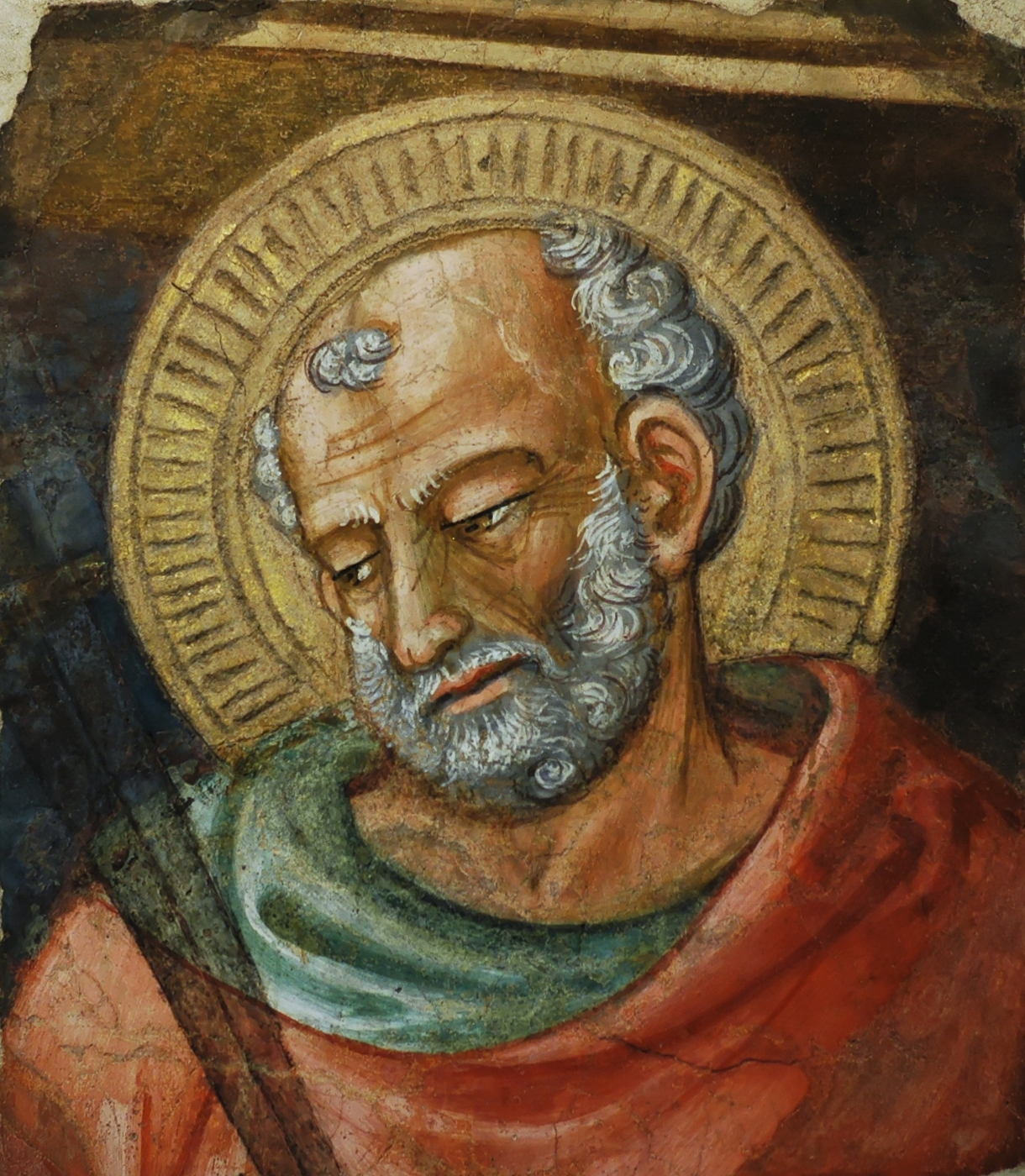
Sant Judes Tadeu, fragment d'un fresc tret del Duomo de Florència

Bicci di Lorenzo (Florència, 1373-1452) fou un pintor i escultor de l'escola florentina del Renaixement, fill del pintor Lorenzo di Bicci i pare del pintor Neri di Bicci. Va col·laborar amb el seu pare en l'execució del tabernacle de la Madonna a l'església de Sant Salvi de Florència. Fou el mestre d'Andrea di Giusto i temporalment també de Giovanni di Ser Giovanni. Plantilla:Cal referències

## Biografia
Nascut a Florència el 1373, es va unir al taller del seu pare, Lorenzo di Bicci. Es va casar el 1418 i el 1424 es va registrar en el gremi de pintors de Florència.
Després dels primers treballs -en gran manera frescos- en col·laboració amb el seu pare, va rebre, segons Vasari, una sèrie d'encàrrecs importants dels Mèdici per a un cicle de frescos de personatges il·lustres per al Palazzo Medici. Per a l'Òpera del Duomo, va pintar els frescos dels apòstols. També va pintar un Sant Cosme i sant Damià i frescos que representen la dedicació de la mateixa església de Sant Egidi a l'hospital de Santa Maria Nuova.
Es considera que les seves millors obres són la Madonna del tro, actualment a la Galeria Nacional de Parma, les Tres històries de sant Nicolau, tríptic a la catedral de Fiesole, i una Nativitat a l'església de San Giovannino dei Cavalieri, a Florència. Hi ha frescos seus a l'entrada de la capella Compagnie a l'església de Santa Trinita, i en els voltants de Florència, es troben frescos a Empoli i a Lastra a Signa.
El seu fill, Neri di Bicci, també va ser un pintor i es va fer càrrec del taller familiar. Bicci di Lorenzo es va morir a Florència el 1452 i va ser enterrat a l'església de Santa Maria del Carmine.

## Obres
- À Florència:

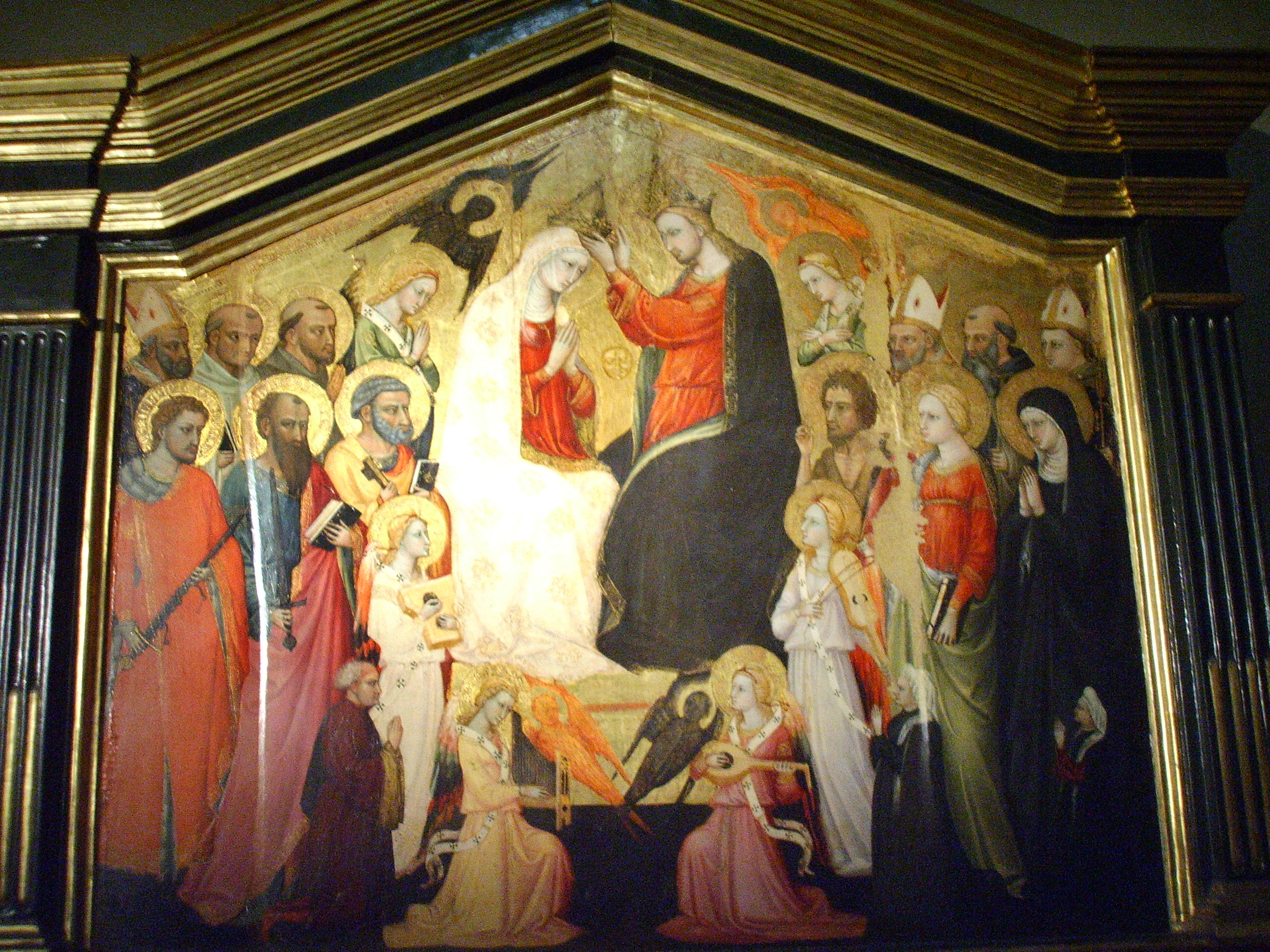
Coronació de la Verge, església di Santa Trinita, Florència

  - Nativitat (1435), església de San Giovannino dei Cavalieri.
  - Coronació de la Verge, basílica de la Santa Trinitat.
  - Sant Judes Tadeu, fragment d'un fresc tret del Duomo durant la restauració del segle xvii, conservat al Museo dell'Opera del Duomo.
  - Noces místiques de santa Caterina d'Alexandria, església de Santa Felicita.
  - Tríptic Tres històries de sant Nicolau, al Duomo de Fiesole.
  - Madonna in trono e santi, San Felice in Piazza.
  - Frescos a l'església de Santa Maria Vergine della Croce al Tempio.
  - Anunciació.
  - Uomini Illustri, 'homes il·lustres', frescos al Palazzo Medici (destruïts però testimoniats per Giorgio Vasari).

- A la resta d'Itàlia:
  - San Niccolò da Tolentino protegge Empoli dalla peste, Collegiata di Sant'Andrea, Empoli.
  - Madona del tro (1433), Galleria Nazionale de Parma.
  - Els evangelistes, frescos a la volta de l'absis de la basílica de Sant Francesc d'Arezzo, treballs interromputs per la seva mort el 1452 i continuats per Piero della Francesca.